# Тремля (Петриковский район)
Тремля (бел. Трэмля) — деревня в Копаткевичском сельсовете Петриковского района Гомельской области Беларуси.
На востоке и западе граничит с лесом.

## География

### Расположение
В 41 км на северо-восток от Петрикова, 12 км от железнодорожной станции Птичь (на линии Лунинец — Калинковичи), 157 км от Гомеля.

### Гидрография
На севере и юге водоёмы рыбхоза.

## Транспортная сеть
Транспортные связи по просёлочной, затем автомобильной дороге Лунинец — Гомель. Планировка состоит из дугообразной меридиональной улицы, к которой с запада присоединяются короткие улицы, соединённые между собой переулками. Хозяйственные и жилые строения преимущественно деревянные, усадебного типа.

## История
По письменным источникам известна со второй половины XIX века как селение в Рудобельской волости Бобруйского уезда Минской губернии. Согласно переписи 1897 года действовала водяная мельница. В 1931 году организован колхоз. Во время Великой Отечественной войны в июле 1943 года оккупанты сожгли 47 дворов и убили 7 жителей. В боях за деревню и окрестности погибли 202 советских солдата и партизана (похоронены в братских могилах около административного здания рыбкомбината «Тремля», в 1 км на запад и восток центре деревни). 6 жителей погибли на фронте. Располагается рыбное хозяйство «Тремля».

## Население

### Численность
- 2004 год — 30 хозяйств, 68 жителей.

### Динамика
- 1897 год — 4 двора, 17 жителей (согласно переписи).
- 1917 год — 109 жителей.
- 1940 год — 50 дворов, 167 жителей.
- 1959 год — 131 житель (согласно переписи).
- 2004 год — 30 хозяйств, 68 жителей.